# ローランス・フレーリク
ローランス・フレーリク（Lorenz Frølich、1820年10月25日 - 1908年10月25日）はデンマークの画家、版画家である。歴史書などに挿絵を描いたことで知られる。フレンスブルクの王宮やフレデリクスボー城の室内装飾画を描いたことでも知られる。

## 略歴
コペンハーゲンで商人の息子に生まれた。家族の反対はあったが、美術の道に進み、子供時代に風景画家のマーティヌス・ラービュー（Martinus Rørbye）や彫刻家のビスン（Herman Wilhelm Bissen）に学び、後にクリストファー・エカスベア（Christoffer Wilhelm Eckersberg）やクリステン・ケプケ（Christian Købke）にも学んだ。1840年以降の33年間を、ほとんどデンマーク国外で過ごした。はじめ、ミュンヘンとドレスデンに住み、ロマン派の画家、フューリッヒ（Joseph von Führich）、リヒター（Ludwig Richter）、ベンデマン（Eduard Bendemann）らの影響を受けた。1846年から1851年の間、ローマですごした後、22年間は主にパリで暮らした。
挿絵画家のリヒターの影響で、はじめ挿絵画家、銅版画家として知られるようになり、様々な書籍の挿絵を作った。その中にはギリシャ神話の『ヘーローとレアンドロス』やデンマークの歴史物語、ジュール・ベルヌの短編小説の挿絵などがあった。パリで、千点近い子供の生活を描いた木版画を製作し、フランス、デンマーク、イギリスで出版され、国際的な評判を得た。1873年から、デンマークに住み、1882年にフレデリクスボー城の天井画を描いた。コペンハーゲンの市庁舎の装飾も行った。1883年には30枚の銅版画の作品の北欧神話の神を完成した。その後も新聞、書籍の挿絵を描いた。
1877年にデンマーク王立美術院の会員に選ばれ、1890年にダンネブロ勲章を受勲した。

## 作品

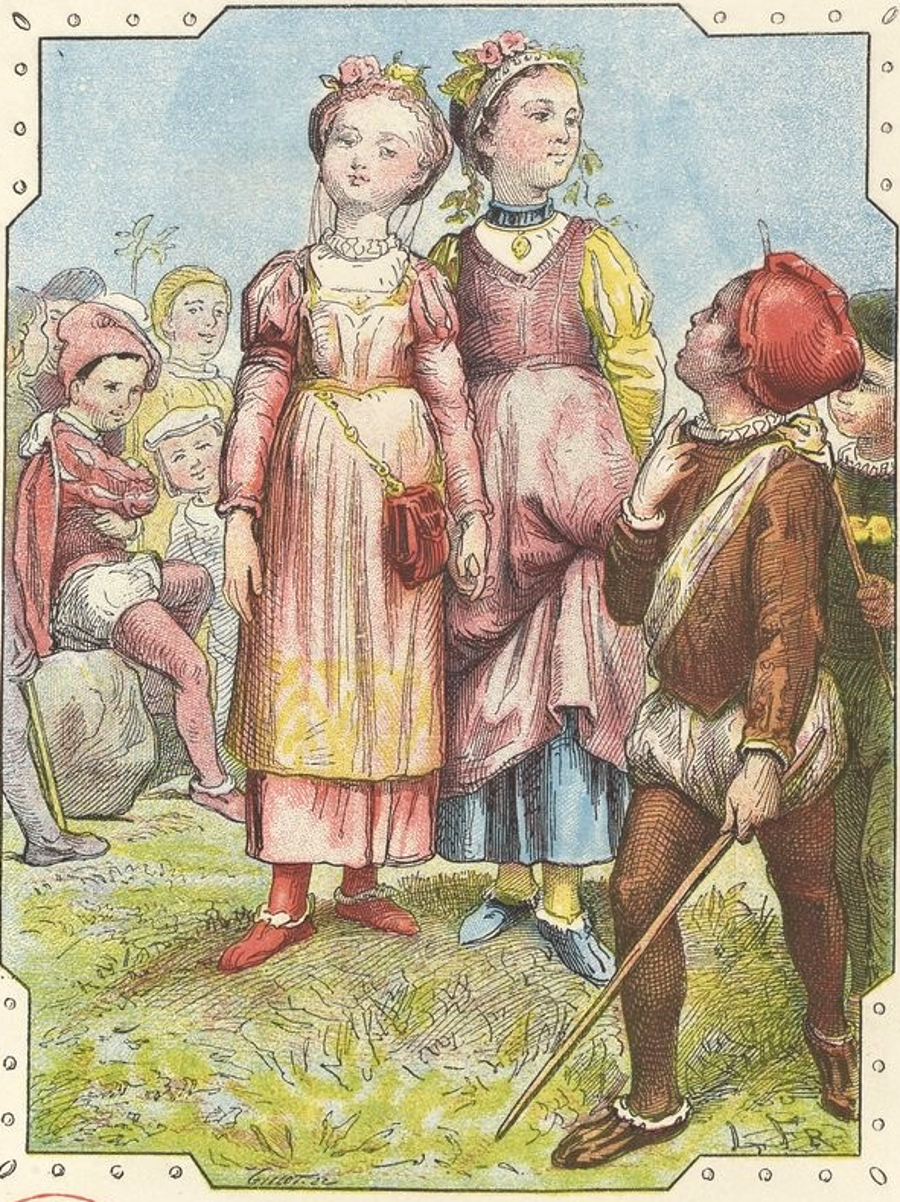
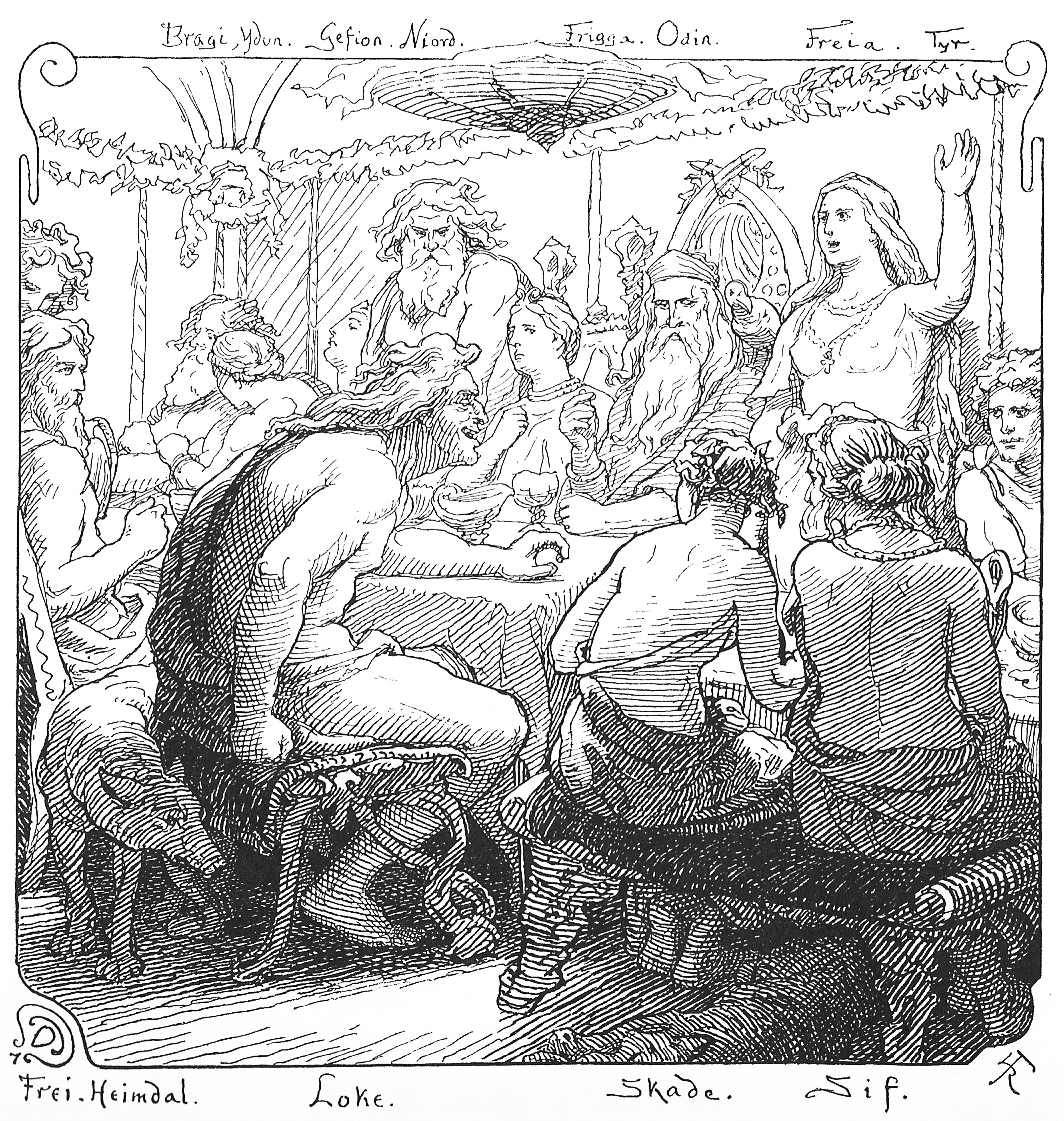
北欧神話の挿絵
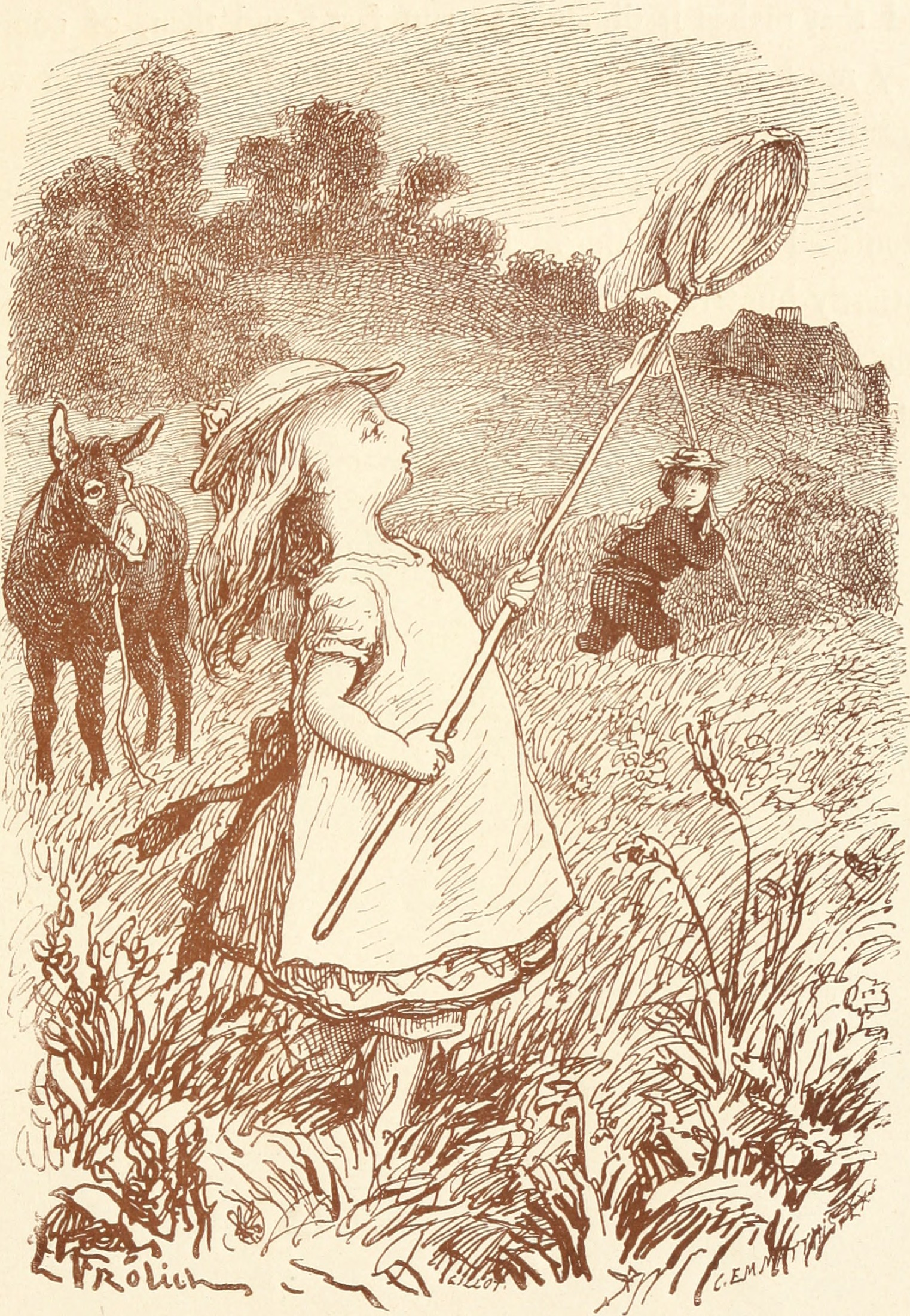
児童本の挿絵
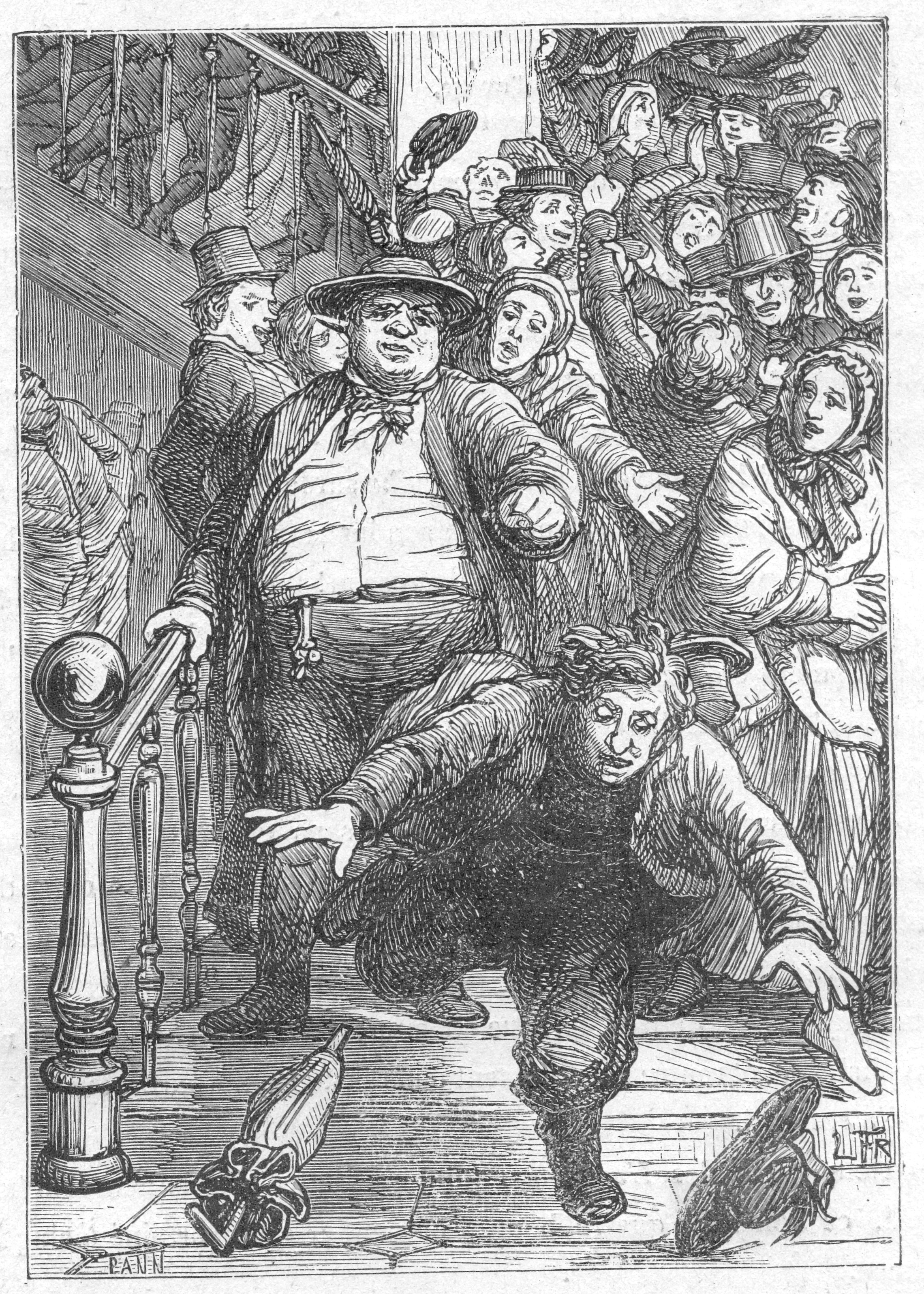
ベルヌの『ドクター・オクス』の挿絵
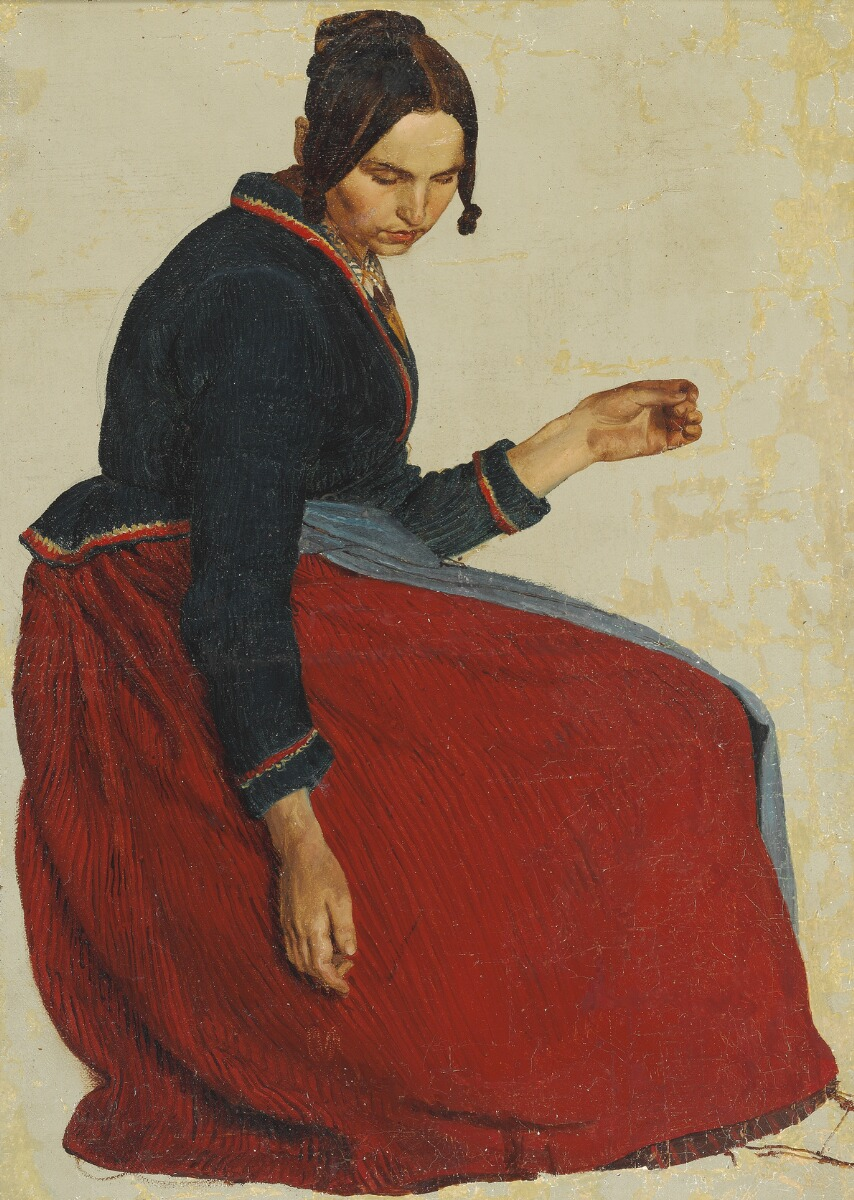
油絵